# XXI век
XXI (два́дцать пе́рвый) век  по григорианскому календарю — век с 1 января 2001 года по 31 декабря 2100 года. Это 1-й век 3-го тысячелетия.  Это текущий век. Он начался 24 года назад и закончится через 75 лет.

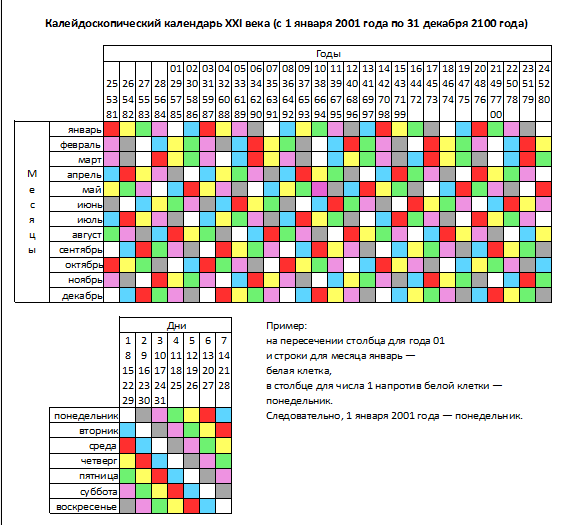
Календарь XXI века

Начало века характеризуется широчайшим распространением интернета, превращением его в главную площадку для общения, СМИ, культуры, торговли и развлечений.
В 21 веке возобновился интерес к исследованию космоса.
По данным ВМО на 2014 год, 13 из 14 самых тёплых лет за историю метеонаблюдений приходятся на XXI век.

## События

### Астрономические
- В XXI веке ожидается 228 лунных затмений[3] и 224 солнечных[4].

### 2000-е годы
2001 год

Теракт 11 сентября

- 1 января — начался XXI век и третье тысячелетие.
- 15 января — официальный запуск английской Википедии.
- 11 мая — анонсировано создание русской Википедии.
- 9 сентября — в результате теракта смертельно ранен Ахмад Шах Масуд.
- 11 сентября — крупнейший террористический акт в США и один из крупнейших в мировой истории. Уничтожен Всемирный торговый центр, повреждён Пентагон, погибло около трёх тысяч человек.
- 7 октября — начало войны в Афганистане.
- 25 октября — выпуск Windows XP.
- 11 декабря — после 15 лет переговоров Китай стал членом Всемирной торговой организации (ВТО).

2002 год
- 1 января — введение банкнот и монет евро в Европейском союзе.
- 8—24 февраля — XIX зимние Олимпийские игры (Солт-Лейк-Сити, США).
- 20 мая — Восточный Тимор получил независимость от Индонезии.
- Григорий Перельман доказал гипотезу Пуанкаре[5][6].

2003 год
- 1 февраля — катастрофа шаттла «Колумбия».
- 20 марта — начало войны в Ираке.
- 2003—2005 — серия «цветных революций» привела к смене власти в Грузии, Украине, Киргизии и Ливане.

2004 год

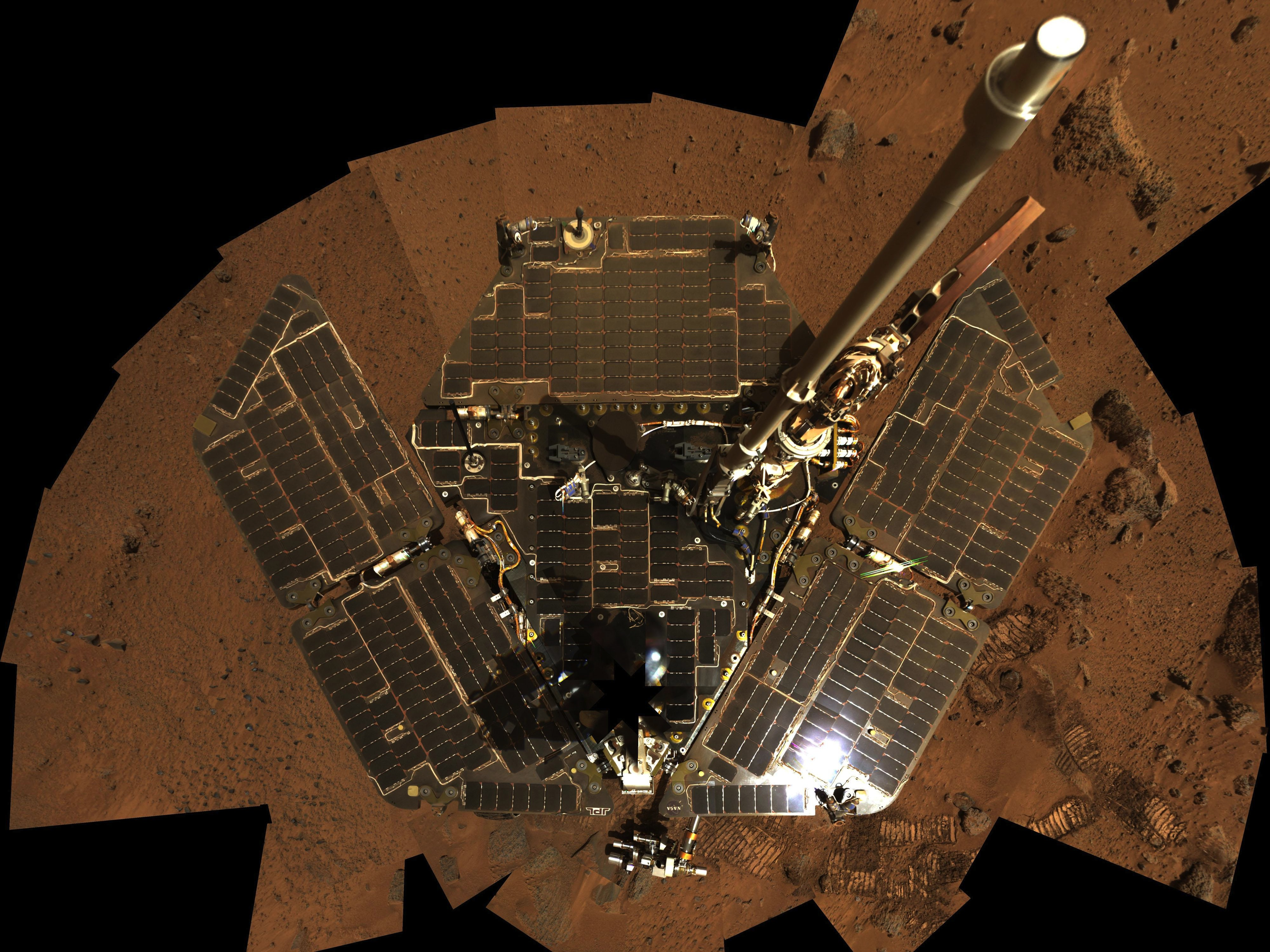
Марсоход «Спирит» на Марсе (автопортрет)

- 4 января — марсоход MER-A (Спирит) успешно спустился на Марс.
- 4 февраля — создание Facebook.
- Расширение Евросоюза, включение десяти новых стран.
- 21 июля — на 17-й конференции по общей теории относительности и гравитации в Дублине, Ирландия, астрофизик Стивен Хокинг в своём докладе продемонстрировал решение проблемы исчезновения информации в чёрной дыре, почти 30 лет остававшейся нерешённой.
- 13—29 августа — XXVIII летние Олимпийские игры в Афинах.
- 1—3 сентября — крупнейший по числу жертв теракт в истории России, произошедший в школе № 1 городе Беслан.
- 22 ноября — 8 декабря — «Оранжевая революция» на Украине.
- 26 декабря — землетрясение в Индийском океане вызвало цунами, погибло 230 тысяч человек.

2005 год
- 7 февраля — Эллен Макартур (Великобритания) установила новый мировой рекорд для кругосветного плавания в одиночку на парусном тримаране — 71 сутки 14 часов 18 минут и 33 секунды. Она была в пути с 28 ноября 2004 года.
- 14 февраля — создание YouTube.
- 9 мая — 60-летие победы в Великой Отечественной войне.

2006 год
- 10—26 февраля — XX зимние Олимпийские игры в Турине (Италия).
- 29 марта — наблюдалось первое в XXI веке и в третьем тысячелетии на территории России полное солнечное затмение.
- 3 июня — Черногория получила независимость на референдуме и стала 192-м членом ООН.
- 24 августа — Плутон лишён статуса планеты.

2007 год

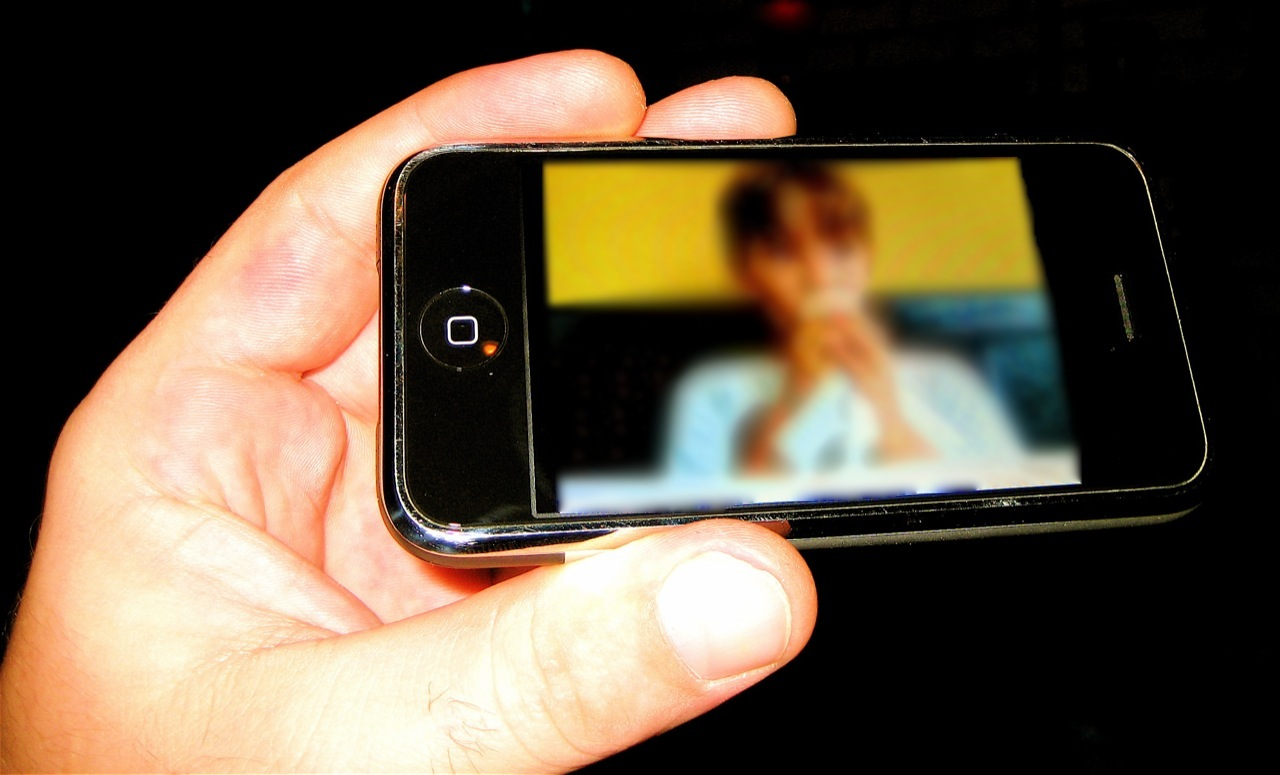
Первый iPhone

- 9 января — компания Apple представила iPhone первого поколения.
- 30 января — выпуск Windows Vista.

2008 год
- 17 февраля — Республика Косово провозгласила независимость от Сербии.
- 2 марта — президентские выборы в России. Президентом был избран Дмитрий Медведев.
- 1 августа — на территории России наблюдалось полное солнечное затмение.
- 8—24 августа — XXIX летние Олимпийские игры в Пекине.
- 7—22 августа — война в Грузии.
- 26 августа — Южная Осетия и Абхазия признаны Россией независимыми от Грузии республиками.
- 10 сентября — запуск Большого адронного коллайдера[7][8].
- 4 ноября — президентские выборы в США. Президентом США был избран Барак Обама — первый афроамериканец в истории страны, выдвинутый на этот пост.

2009 год
- 7 апреля — массовые беспорядки в столице Молдовы.
- 22 октября — выпуск Windows 7.
- 5 декабря — крупнейший по числу жертв пожар в России, произошедший в клубе «Хромая лошадь».

### 2010-е годы
2010 год
- 1—16 января — ралли «Дакар-2010» (Южная Америка).
- 12—28 февраля — XXI Зимние Олимпийские игры (Ванкувер, Канада).
- 29 марта — теракты в Московском метро.
- 10 апреля — авиакатастрофа в Смоленске.
- 11 июня — 11 июля — чемпионат мира по футболу (ЮАР).
- 18 декабря — начало «Арабской весны».

2011 год

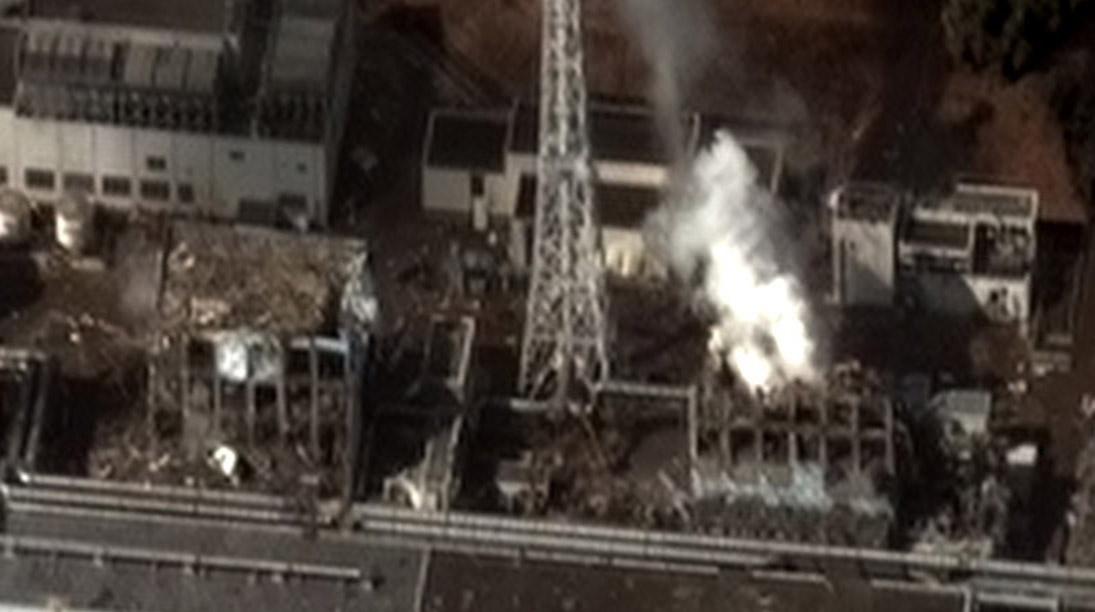
Авария в Фукусиме

- 25 января—11 февраля — революция в Египте.
- 11 марта — землетрясение магнитудой 8,9 произошло у северо-восточного побережья Японии. Землетрясение вызвало разрушительное цунами в Японии. Высота волны достигала 10 м[9]. Произошла крупная радиационная авария на АЭС Фукусима-1 — 7-го уровня по Международной шкале ядерных событий.
- 15 марта — начало гражданской войны в Сирии[10].
- 2 мая — ликвидация Усамы бен Ладена.
- 9 июля — Южный Судан получил независимость от Судана[11].
- 20 октября — убийство Муаммара Каддафи.
- 31 октября — родился семимиллиардный житель Земли[12].

2012 год
- 4 марта — президентские выборы в России. Президентом России был избран Владимир Путин.
- 4 июня — обнаружен Бозон Хиггса[13][14][15][16].
- 8 июня — 1 июля — Чемпионат Европы по футболу 2012 (Польша/Украина).
- 27 июля — 12 августа — XXX Летние Олимпийские игры в Лондоне.
- 23 августа — выпуск Windows 8.

2013 год
- 15 февраля — падение Челябинского метеорита.
- 16 февраля — околоземный астероид 2012 DA14 пролетел на минимальном расстоянии от Земли — 27 000 км.
- 10—18 августа — чемпионат мира по лёгкой атлетике в Москве.
- 17 октября — выпуск Windows 8.1.
- 21 ноября 2013 года — 27 февраля 2014 года — Евромайдан на Украине.

2014 год

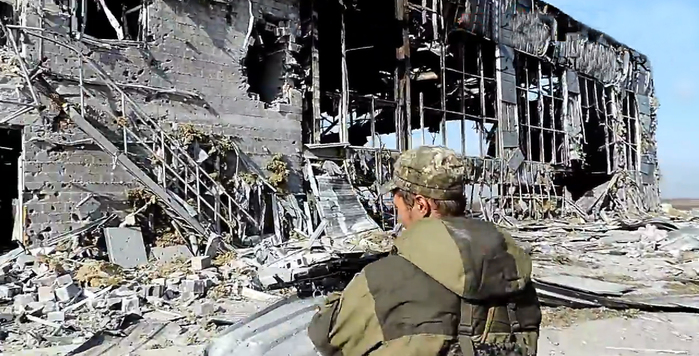
Война на Донбассе: развалины Донецкого аэропорта

- 7—23 февраля — XXII зимние Олимпийские игры (Сочи, Россия).
- 23 февраля — 26 марта — Аннексия Крыма Российской Федерацией.
- 8 апреля — начало Донбасской войны на территории Украины.
- 9—25 мая — чемпионат мира по хоккею с шайбой в Минске.
- 12 июня — 13 июля — Чемпионат мира по футболу 2014 в Бразилии.
- 12 октября — первое в истории России Гран-при Формулы-1 в Сочи[17].

2015 год
- 9 мая — 70-летие победы в Великой Отечественной войне.
- 12—28 июня — Европейские игры 2015 в Баку[18].
- 29 июля — выпуск Windows 10.
- 22—30 августа — чемпионат мира по лёгкой атлетике (Пекин, Китай)[19].
- 30 сентября — начало военной операции России в Сирии.

2016 год
- 11 февраля — открытие гравитационных волн.
- 6—22 мая — чемпионат мира по хоккею с шайбой (Россия)[20].
- 10 июня — 10 июля — Евро-2016 (Франция)[21].
- 19—27 июня — Всеправославный собор на греческом острове Крит (Собор части Поместных Православных церквей)[22].
- 5—21 августа — XXXI летние Олимпийские игры (Рио-де-Жанейро, Бразилия)[23].
- 8 ноября — президентские выборы в США. 45-м Президентом США избран Дональд Трамп.

2017 год

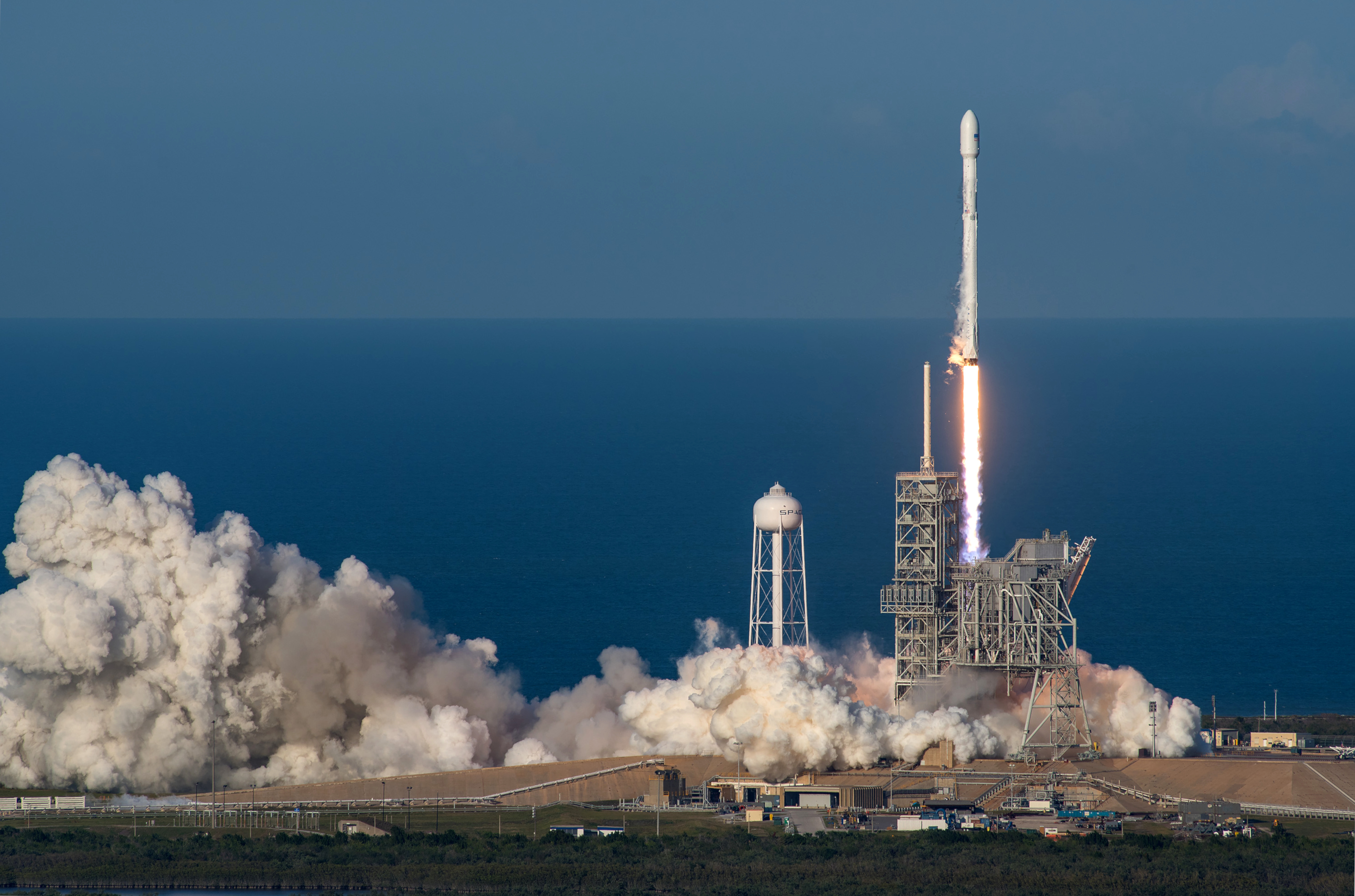
Повторный запуск ракеты Falcon-9

- 30 марта — впервые в истории повторно использована космическая ракета-носитель (Falcon 9).
- 10 июня — 10 сентября — международная специализированная выставка Expo 2017 в Астане[24].

2018 год
- 2 февраля — США представили новую ядерную доктрину со времён Холодной войны, в которой отмечены главные страны, представляющие ядерную угрозу. В список ввели КНР, КНДР, Иран и Россию.
- 9—25 февраля — в Пхёнчхане (Республика Корея) прошли XXIII зимние Олимпийские игры.
- 27 апреля — лидер Северной Кореи Ким Чен Ын встретился с президентом Южной Кореи Мун Чжэ Ином в демилитаризованном районе, впервые после Корейской войны пересёк корейскую границу.
- 13 апреля — 8 мая — Бархатная революция в Армении.
- 16 мая — открыто движение по Крымскому мосту.
- 14 июня — 15 июля — чемпионат мира по футболу в России.
- 20 сентября — первая видеокарта от Nvidia с технологией RTX (Nvidia GeForce 20 Series).

2019 год
- 10 апреля — астрофизики получили первые в истории фотографии чёрной дыры.
- 15 апреля — произошёл пожар в соборе Парижской Богоматери во Франции.
- 26 октября — ликвидация Абу Бакра аль-Багдади.
- 31 декабря — начало пандемии COVID-19, вызванной вспышкой инфекции SARS-CoV-2 в Китае.

### 2020-е годы
2020 год

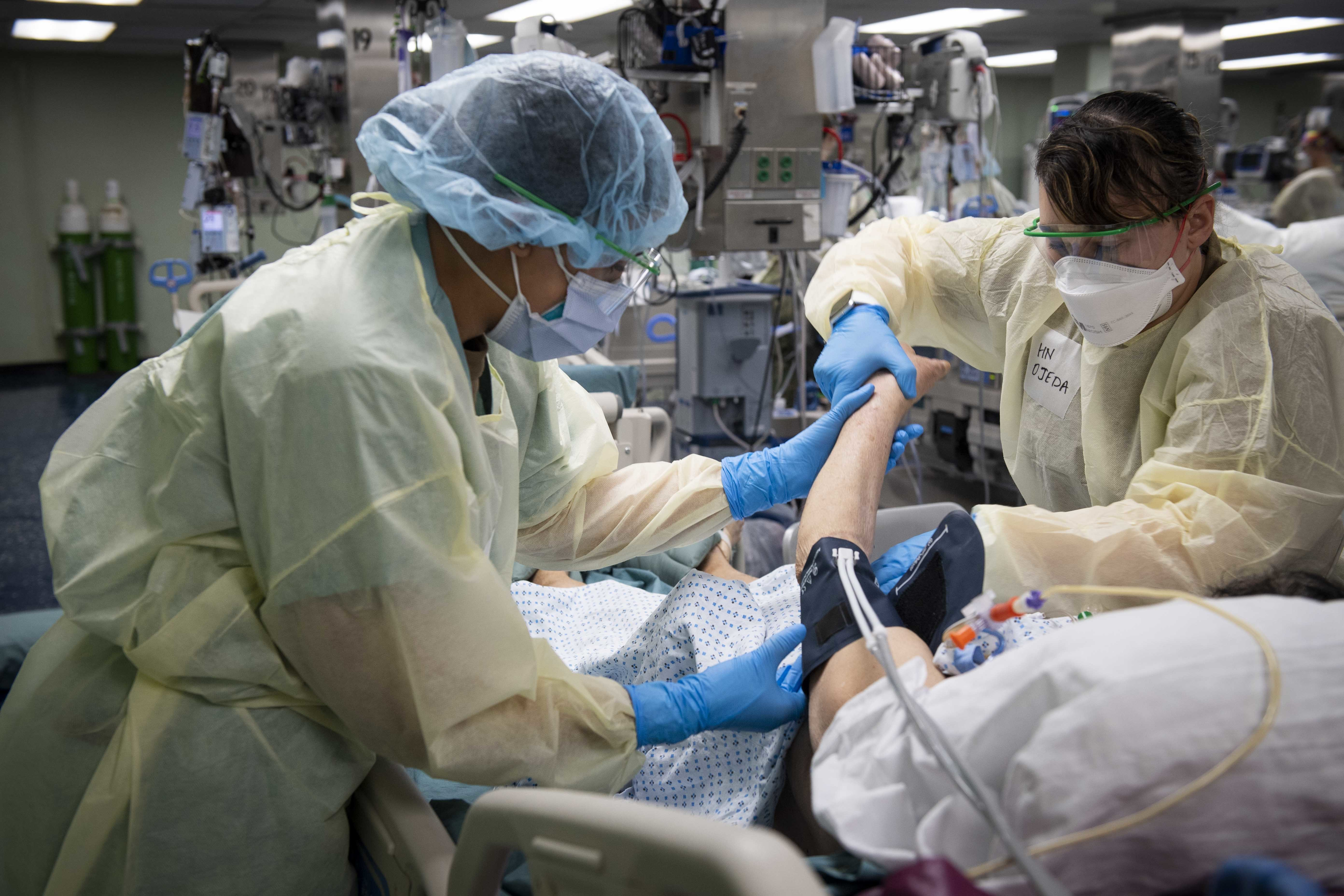
Врачи борются с пандемией коронавируса

- 3 января — генерал КСИР Касем Сулеймани был убит в ходе авиаудара США по аэропорту Багдада.
- 31 января — состоялся выход Великобритании из Европейского союза.
- 29 февраля — США и террористическая организация «Талибан» подписали мирное соглашение о прекращении войны в Афганистане.
- 11 марта — Всемирная организация здравоохранения (ВОЗ) объявила, что вспышка болезни, вызванной коронавирусом нового типа, является пандемией[25].
- 9 мая — 75-летие победы в Великой Отечественной войне.
- 26 мая — убийство афроамериканца Джорджа Флойда и начало массовых антирасистских протестов в США и мире.
- 30 мая — в США состоялся запуск первого частного пилотируемого космического корабля Dragon 2 c Космического центра Кеннеди.
- 11 июля — начало протестов в Хабаровском крае, вызванных арестом Сергея Фургала.
- 9 августа — шестые президентские выборы в Республике Беларусь и начало массовых протестов в Беларуси.
- 27 сентября — 10 ноября — Вторая карабахская война.
- 5—15 октября — революция в Киргизии.
- 3 ноября — президентские выборы в США. Победу одержал Джозеф Байден.

2021 год

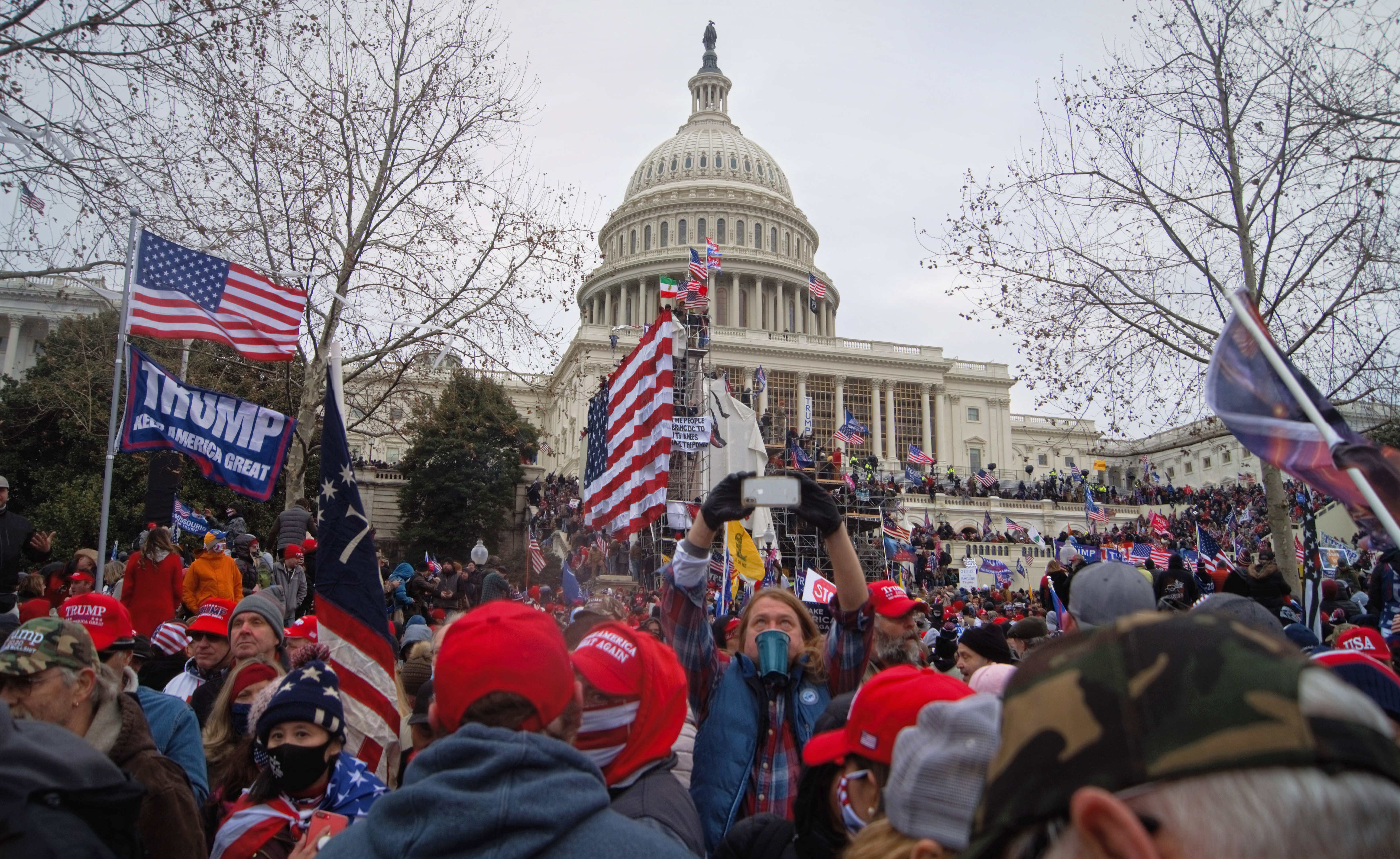
Захват Капитолия сторонниками Дональда Трампа

- 6 января — Штурм Капитолия сторонниками Дональда Трампа.
- 23 января — Протесты в поддержку Алексея Навального в России и мире.
- 23 марта — Авария контейнеровоза «Эвер Гивен» и блокировка Суэцкого канала.
- 11 июня — 11 июля — Евро-2020.
- 23 июля — 8 августа — XXXII летние Олимпийские игры, Япония.
- 15 августа — территория Афганистана захвачена движением «Талибан».
- 5 октября — выпуск Windows 11.

2022 год

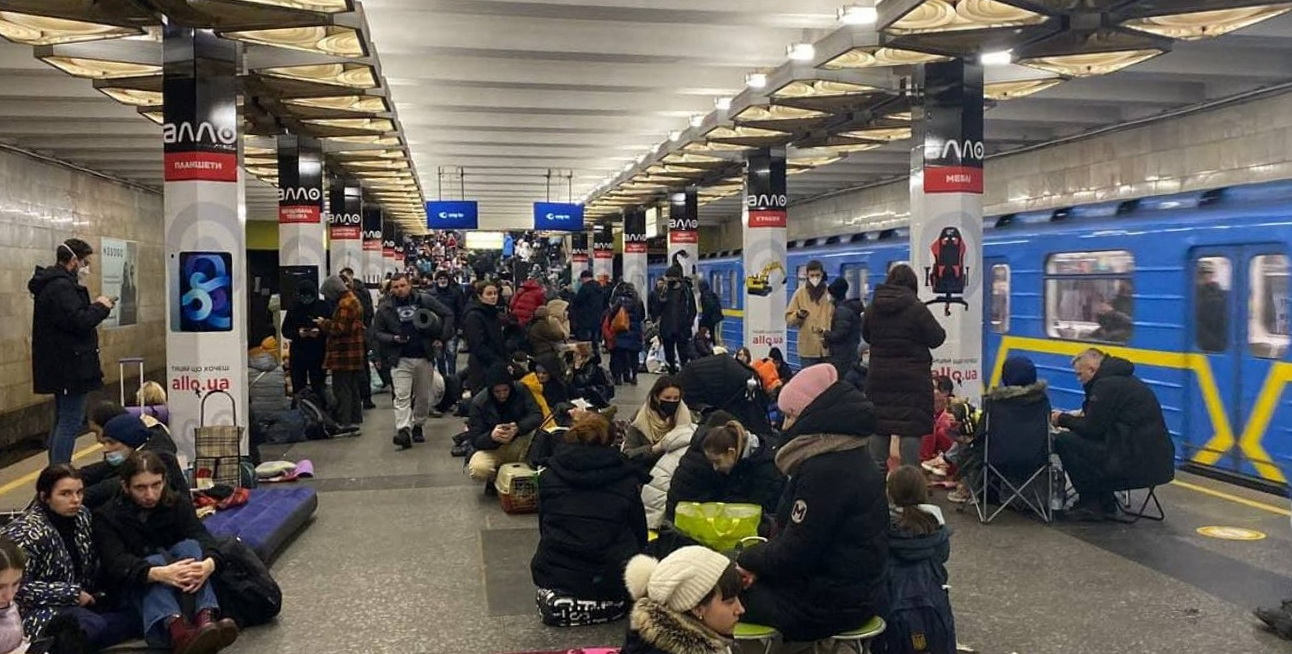
Жители Киева укрываются в метро во время обстрелов, начавшихся после вторжения России на Украину

- 2—11 января — протесты в Казахстане.
- 4—20 февраля — XXIV зимние Олимпийские игры, Китай.
- 24 февраля — начало вторжения России на Украину.
- 8 сентября — смерть Королевы Елизаветы II, правившей Великобританией с 1952 года.
- 15 ноября — ООН сообщила, что население Земли достигло 8 млрд человек.
- 20 ноября — 18 декабря — чемпионат мира по футболу в Катаре.
- 30 ноября — запуск искусственного интеллекта ChatGPT.

2023 год

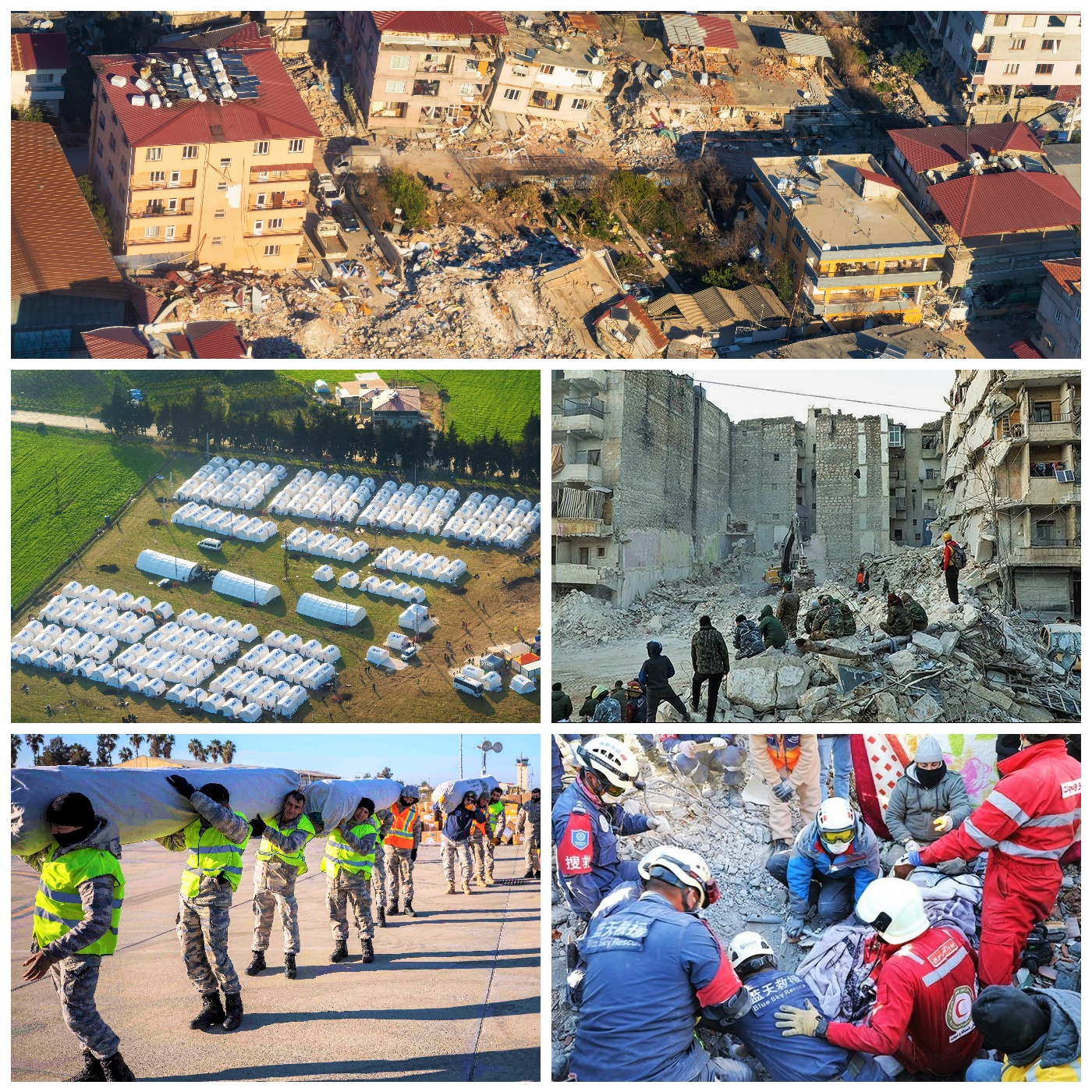
Два мощных землетрясения в Турции и Сирии

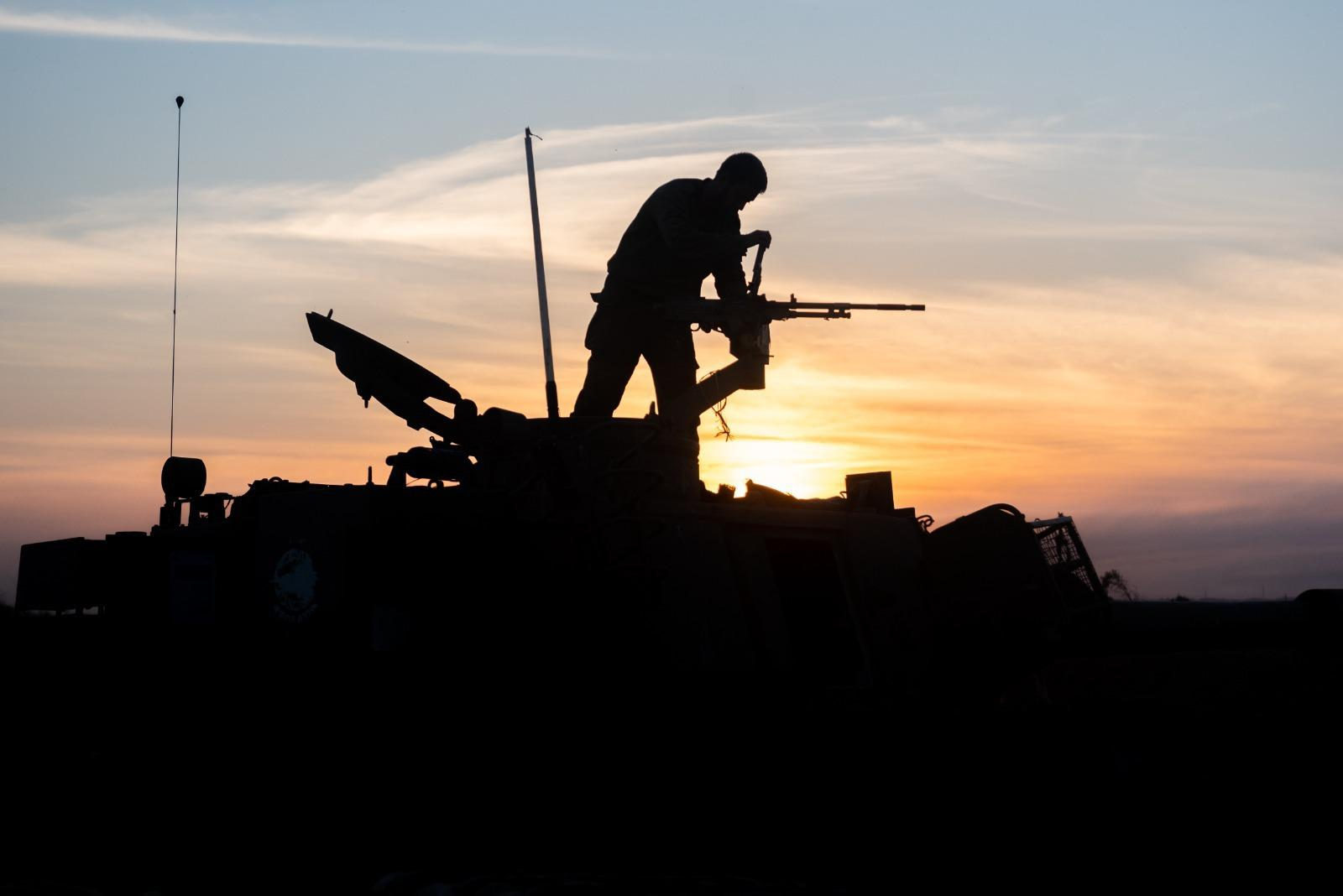
Израильский солдат во время войны в секторе Газа

- 7 января — протесты против судебной реформы в Израиле.
- 2—4 февраля — инцидент с китайским аэростатом.
- 6 февраля — два мощных землетрясения на юго-востоке Турции. Эпицентр первого, с магнитудой 7,8 (± 0,1), находился в районе Шехиткамиль в Газиантепе (Турция), эпицентр второго, с магнитудой 7,5 (± 0,1), — в районе Экинёзю в Кахраманмараше (Турция)[26].
- 7 марта — акции протеста против закона об иноагентах в Грузии.
- 4 апреля — вступление Финляндии в НАТО.
- 4 апреля — арест Дональда Трампа.
- 5 мая — ВОЗ объявила о том, что пандемия COVID-19 больше не является мировой чрезвычайной ситуацией в области здравоохранения[27].
- 6 мая — коронация Карла III.
- 23—24 июня — мятеж ЧВК «Вагнер».
- 23 августа — смерть Евгения Пригожина.
- 7 октября — вторжение ХАМАС в Израиль. Война в Газе (с 2023).

2024 год
- 14 января — отречение датской королевы Маргрете II от престола.
- 16 февраля — смерть Алексея Навального.
- 22 марта — теракт в «Крокус Сити Холле».
- 26 марта — обрушение моста в Балтиморе.
- 19 мая — крушение вертолёта президента Ирана Ибрахима Раиси.
- 14 июня — 14 июля — Евро-2024 (Германия).
- 26 июля — 11 августа 2024 года — в Париже прошли XXXIII летние Олимпийские игры.
- 5 ноября — президентские выборы в США. Победу одержал Дональд Трамп.
- 8 декабря — падение режима Асада.

2025 год
- 7 января — лесные пожары в Южной Калифорнии.
- 28 февраля — скандальная встреча Владимира Зеленского и Дональда Трампа в Белом доме.
- 28 марта — мощное землетрясение в Мьянме магнитудой 7,7.
- 9 мая — 80-летие победы в Великой Отечественной войне.

## Ожидаемые события

### 2020-е годы
- 6—22 февраля 2026 года — в Милане и Кортина-д’Ампеццо (Италия) пройдут XXV зимние Олимпийские игры.
- Декабрь 2027 года — запуск первого модуля РОС.
- 21 июля — 6 августа 2028 года — в Лос-Анджелесе пройдут XXXIV летние Олимпийские игры.
- 13 апреля 2029 года — астероид Апофис пролетит на расстоянии около 37 тысяч километров от Земли.

### 2030-е годы
- Население Земли достигнет 9 млрд человек[28][29].
- 9 мая 2035 года — 90-летие победы в Великой Отечественной войне.
- 1 сентября 2039 года — 100-летие начала Второй мировой войны.

### 2040-е годы
- 22 июня 2041 года — 100-летие начала Великой Отечественной войны. День памяти и скорби.
- 9 мая 2045 года — 100-летие победы в Великой Отечественной войне.
- 2 сентября 2045 года — 100-летие окончания Второй мировой войны.

### 2060-е годы
- 28 июля 2061 года — возвращение кометы Галлея.

### 2070-е годы
- 2070 год — сообщение METI, названное Teen Age Message, отправленное с 70-метровой радиоантенны П-2500 (РТ-70) на 3-й площадке 40-го Отдельного командно-измерительного комплекса Евпатория, достигнет звезды HD 197076.
- 2075 год — по прогнозам исследователей, ислам станет крупнейшей религией на Земле благодаря росту населения мусульманских стран[30].
- 2076 год — около 31 мая планетоид Седна, как ожидается, достигнет своего перигелия (самая низкая точка орбиты). Ожидаемое расстояние составит 76 астрономических единиц (76 расстояний от Земли до Солнца). Эта дата может быть изменена, так как орбита Седны всё ещё уточняется.

### 2080-е годы

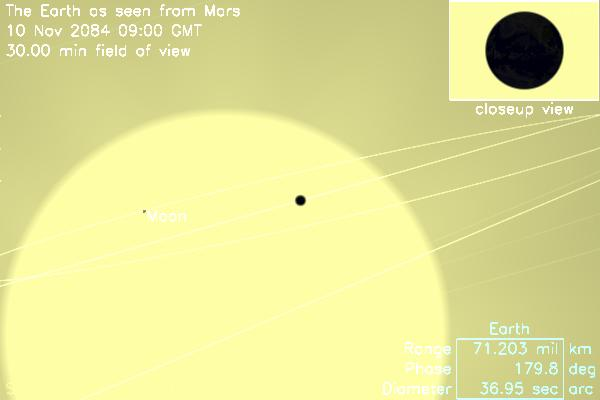
Прохождение Земли и Луны 10 ноября 2084 года по диску Солнца, как это может быть видно с Марса. Изображение создано с помощью JPL Solar System Simulator

- 10 ноября 2084 года — прохождение Земли по диску Солнца[англ.] при взгляде с Марса[31].

### 2090-е годы
- 7 апреля 2094 года — в 10:46 по всемирному времени произойдёт прохождение Меркурия по диску Юпитера[32].
- 83 % тропических лесов Амазонки могут быть уничтожены[33].

### 2100 год
- 1 марта — разница между юлианским и григорианским календарями станет равной 14 дням.
- 10 марта — кольцеобразное солнечное затмение.
- 4 сентября — полное солнечное затмение, последнее солнечное затмение XXI века.